# Іздби
Іздби (пол. Izdby, нім. Schwarzfelde) — село в Польщі, у гміні Моґільно Моґіленського повіту Куявсько-Поморського воєводства.
Населення — 56 осіб (2011).
У 1975-1998 роках село належало до Бидгощського воєводства.

## Демографія
Демографічна структура станом на 31 березня 2011 року:
|          | Загалом | Допрацездатний вік | Працездатний вік | Постпрацездатний вік |
| -------- | ------- | ------------------ | ---------------- | -------------------- |
| Чоловіки | 30      | 6                  | 22               | 2                    |
| Жінки    | 26      | 7                  | 15               | 4                    |
| Разом    | 56      | 13                 | 37               | 6                    |